# Hellblade: Senua's Sacrifice
Паклено Сечиво: Сенуина Жртва (енгл. Hellblade: Senua's Sacrifice) је мрачна фантазија акционо-авантуристичког жанра игре, развијене од стране Британског студија за развиће видео игара, Ninja Theory. Инспирисано Нордијском митологијом и Келтичком културом, игра прати Сенуу, припадницу Пикти ратника, која мора да стигне до Хелхајма тако што ће поразити оностране ентитете и тако што ће се сусретати са њиховим изазовима, настојећи да спаси душу свог преминулог љубавника од богиње Хеле. Објављена је широм света за Windows, PlayStation 4 8. августа 2017, за Xbox One Априла 2018, а за Nintendo Switch Априла 2019. Паклено Сечиво подржава искуство виртуелне реалности, што је додато у ажурирању 2018. 
Самоописани као "независна ААА игра", Паклено Сечиво је креирано од стране тима који приближно броји двадесет развијача које води писац и режисер Тамим Антониадес. Игра меша неколико жанрова у један, укључујући хек и слеш, решавање загонетки, као и психолошки хорор. Гласовна глума је интегрални део игре, док су сцене комбиноване са снимањем покрета од Мелине Џурџенс, као и перформанс уживо од стране других глумаца. Наратива игре служи као метафора како би се приказала борба карактера са психозом, као Сенуа, која пати од тог стања док верује да се ради о клетви, док је запосета од стране "Таме", гласова у њеној глави, познатијих као "Бесови", као и сећања из њене прошлости. Како би ваљано представили психозу, девелопери су блиско сарађивали са неуролозима, специјалистима за ментално здравље, као и са људима који пате од психозе. 
Паклено Сечиво је комерцијални успех, такође је прихваћено од стране критичара, који су похвалили игру као ремек дело, док су је такође хвалили на несвакидашњем сагледавању психозе, квалитету и уникатности прилаза датој теми, као и саму причу и главног лика. Свеукупна презентација, са све Џерџеновим перформансом, су такође сматрани супериорним квалитетом у поређењу са уобичајеним резултатима незавизних игара, иако су начин и пут играња игре као и још неки елементи добили неке критике. Игра је продата у преко милион копија када саберемо све платформе до Јуна 2018. Наставак, Сенуина Сага: Паклено Сечиво 2(енгл. Senua's Saga: Hellblade II), је најављен на Наградама Видео Игара 2019(енгл. The Game Awards 2019).
Паклено Сечиво: Сенуина Жртва је игра подељена у две врсте гејмплеја: прва врста дозвољава Сенуи да слободно хода и интерагује са њеним окружењима. Такви делови се фокусирају на причу кроз нарацију, док Сенуа путује од једне до друге локације, или фокус може бити уперен ка загонеткама игре, што је уједно некада и једини начин да Сенуа настави даље са својим путовањем. Она може искористити одређени капацитет који носи име, "фокус", док је тенденција ка коришћењу овог капацитета окренута ка томе да она посматра ствари на другачији начин за разлику од осталих људи, што је проузроковано њеним психичким стањем, како би дошла до решења загонетки постављених путем игре. Уколико искористи њен фокус на тотеме скривене дуж пута игре, тај догађај ће служити као окидач сећања путем нарације њеног пријатеља Друта, док јој он говори о причама Нордијских људи; активирајући свих четрдесет четири тотема, игра откључава бонус сцену укратко пре климакса игре и њене приче, која продужује позадинску причу о Друту. Неколико области поседују своје ексклузивне начине играња, као што је стизање у такозвану "сигурну зону" пре него што Сенуа умре, или коришћење способности за фокус како би структуре и окружење нивоа било модификовано.
Као адиција свему, Паклено Сечиво укључује модификоване презентације Нордијских људи који Сенуи сметају током процеса напредовања, укључујући ултимативне непријатеље. Током тих борби, Сенуа држи свој мач извучен, такође је и директно окренута према једном од непријатеља, на којег је камера аутоматски фокусирана; она може да искористи две врсте напада, брзи и јаки, има могућност да шутне непријатеља како би га спречила у блокирању њених напада и других облика борбе. Она се такође може залетети на свог противника на којег је фокусирана, како би се приближила или га директно напала или шутнула. Уколико одбије напад или га избегне, у могућности је да искористи своју фокус способност у борби како би се кретала брже од својих непријатеља, што их чини отвореним и рањивим од сваког напада. Уколико Сенуа задобије јак ударац, или неколико лакших удараца у кратком периоду, она пада на земљу, док играч мора да притисне надређено дугме изнова, што је брже могуће, пре него што непријатељ зада смртоносни ударац; ако Сенуа не устане на време, она умире. Што је ближа смрти, то је теже подигнути је из фаталног стања; такође може да умре од обичног ударца, уколико је већ била близу смрти.
Паклено Сечиво не поседује никакву врсту туторијала или помагала на екрану. Уместо тога, Друт, Бесови или Тама пружају аудиторне индикације на механику игре, као и на то како прећи одређене нивое и решити одређене загонетке. Бесови пружају Сенуи савете током битке, упозоравајући је на то када јој је неприатељ иза леђа. Они реагују на то када Сенуа прими ударац, такође паниче када је Сенуа близу смрти: ниво њихове нервозе представља колико удараца Сенуа још може да претрпи. Природа изговорених речи од стране гласова и дешавања током пута игре су намерно остављени као неразјашњени како би интерпретација тачке гледишта била скренута на Сенуин дух или као трик креиран од стране Таме или једног од много децептивних демона са којима Сенуа мора да се суочи. Као такви, путокази који су дати током игре нису увек поуздани, за разлику од Друта, одређени Бесови покушавају да обесхрабре Сенуу, дају јој лажне индикације као што су скретање пажње да је кренула кривим путем, или да хода право у замку. Још једна витална механика је лаж о могућности вечите смрти, која је смишљена као таква да играчу обрише сачуване фајлове о напретку игре када је број смрти Сенуе већи од одређеног броја.
Дешавања се одигравају у позном осмом веку, игра почиње са Сенуом, пикти ратником из Оркнијских острва док пристиже на границу Хелхајма са задатком да спаси душу свог покојног љубавника, Дилиона   (Оливера Вокера), од богиње Хеле. Сенуа верује да је уклета и да из тог разлога чује разноразне гласове духова, такозваних Бесова, у својој глави, од којих се највише истиче наратор (Чипо Чунг), који је свестан присуства играча и често ломи четврти зид тако што се директно обраћа играчу. Сенуу прати Тама (Стивен Хартли), мрачни ентитет који је корен клетне. Она носи Дилионову одсечену главу како би је искористила као носиште његове душе док је Друтове (Николас Бултон), приче воде целим путем, бивши роб Нордијског народа, сада преминули човек, који је постао њен пријатељ и ментор током дугогодишњег самоизгнанства. Да би крочила у Хелхајм, Сенуа превазилази неколико тестова и поражава ватреног џина Сурта и бога илузије Валравна, али док прелази мост који води до Хелхајма, нападнута је од стране Хеле, која је поражава са једним ударцем и разбија њен мач. Једва преживљавајући окршај, Сенуа размишља о самоубиству и завршава тако што се повређује усијаним сечивом. Затим прати Друта и светлост у облику човека за које верује да је Дилион до великом дрвета, где пролази кроз четири теста која тестирају њено тело, дух и ум, на крају бива награђена са легендарним мачем Грамром, оружјем довољно моћним да убије Хелу.
Како игра напредује, Сенуина прича се открива у нелинеарном реду путем њених халуцинација, док открива да је њена мајка, исцелитељка Галена (Ели Пирси), патила од исте клетве као и она док је ту клетву сматрала даром. Но, Сенуин религиозни отац, Зинбел (Стивен Хартли), је размишљао другачије и спалио је Галену живу. Сенуа је присуствовала догађају док је имала само пет година, што је изазвало знатно погоршање њене психозе поред тога што је такође задобила проблеме са памћењем. Њен отац, убеђујући је да је замрачена злом, злостављао је Сенуу емоционално и физички, такође ју је изоловао од остатка света све док није упознала Дилиона када је посетио њено село. Њих двоје су се заљубили, Сенуа је напустила оца како би била са њим, јер ју је он гледао на други начин и сматрао ју је несхваћеном уместо уклетом. Но, након што је куга убила много људи у Дилионовом селу, Сенуа, верујући да се све то десило њеном кривицом, отишла је у изгнанство. Када се вратила годину дана касније наизглед мислећи да је поразила Таму, пронашла је гомилу мртвих људи који су убијени од стране Нордијских пљачкаша, који су жртвовали Дилиона крвним орлом њиховим боговима. Присећајући се Друтових прича, Сенуа се заклиње да ће спасити Дилионову душу од богова Нодријаца.
На крају, Сенуа се бори против утицаја Таме, преживљава "Море лешева" и поражава звер Гарма на капији Хелхајма. Она схвата да Тама представља злостављање њеног оца и тим путем се ослобађа утицаја Бесова уз помоћ магичног огледала. Затим се бори против Хеле, која призива легију ратника; Сенуа се бори са њима све док евентуално не постане надјачана, затим покушава да се нагоди са Хелом. У њеним последњим тренуцима, присећа се Дилиона како јој говори о томе колико је важно знати прихватити да је нешто изгубљено. Како приказ Хелхајма ишчезава, Хела убада Сенуу и баца Дилионову главу у бездан, но, како камера пребацује фокус на њу, Сенуа стоји на свом месту, док Хела лежи мртва не њеном пређашњем месту. Сенуа прихвата чињеницу да није било могуће да врати свог љубавника назад и да она није одговорна за његову смрт као ни ни за чију смрт. Сенуа протерује Таму из своје душе и прихвата Бесове, не као клетву, већ као део ње. Она позива играча да је прати, говорећи како има још прича које требају бити испричане.
Паклено Сечиво је најављено за PlayStation 4 на Сонијевој конференцији игара дванаестог августа две хиљаде четрнаесте године, где је показан трејлер. Током заједничког обраћања, Ninja Theory је игру описао као "искуство које се фокусира на издање дубоког сагледања лика у изврнутом свету, уз бруталан и некомпромитујући систем борбе", такође су изјавили да су желели да "направе мање окружење, више фокусирано на детаље, које ће бити са некомпромитујућом борбом, уметношћу и причом". Програмери и развијачи су то назвали "Независном ААА игром", уз њихов циљ да досегну све квалитете и продукцијске вредности које поседује свака ААА игра на тржишту, али уз креативну слободу и "инди дух". Тим је евентуално успео у пуштању игре независно од других, но, како би постигли независност, копије су се могле продавати искључиво дигиталном дистрибуцијом.
Хјуџс Жибоар, директор уметности претходне игре Ninja Theory-а Мач Из Раја(енгл. Heavenly Sword), поново се придружио студију како би радио на игри. Microsoft верзија игре је најављена деветог јануара две хиљаде петнаесте године. Погон за ову игру је Unreal Engine 4, и направљена је од стране Ninja Theory-а са тимом који бројао око двадесет развијача. Паклено Сечиво: Сенуина Психоза, кратак документарни филм који је укључен уз игру, детаљније објашњава концепт иза приче и инспирације, белешке тима на тему датог менталног обољења. Написан је од стране, уједно и наратора, Антониадеса, уређено је од стране Џурџенса.

### Стил писања
Примарна инспирација Сенуиног карактера долази од Иценске краљице Будике, док је њено име настало од Сенуе, Селтичке богиње, давно изгубљеног појма за историчаре, док је међутим поново откривена 2002. Базирано на веровањима изгледа Селтичких ратника, Сенуа је придобила ратне боје, уплетену, скупљену косу која је добијена соком лимете. Током истраживања како би нашли прави угао за главног лика, тим је схватио да упркос томе што је Римско царство било способно да порази готово целу Европу, нису били способни да поразе групу Селтика, познатијих као Пикти, у северном делу Велике Британије. При крају осмог вега, први Викинзи су стигли на остра Пикта, специфичније, на Оркнијска острва, где су их заменили и постали главна популација тог предела. Према веровањима да су Нордици били познати по томе што су жртвовали вође племена које поразе својим боговима, режисер игре и главни писац, Тамим Антионадес, је одлучио да искористи то као темељ Сенуине потраге и трауме, тако што налази све житеље села у којем је живела мртве, убијене од стране Нордика, поврх тога, налази и свог љубавника жртвованог Нордијским боговима путем крвног орла, ритуализованог метода убиства чија се аутентичност доводи у питање од стране историчара.
Према Антониадесу, тим се бавио проучавањем Селтичке културе и Селтичких гледања на менталне поремећаје, пронашавши да су користили израз „гелт” за особе које су скренуле са ума због клетве, туге или трауме из битке, стога су гелти живели у шуми у потрази за опроштајем или казном; тим је одлучио да учине Сенуу гелтом, која је напустила свој дом у изгнанству из тих разлога. Карактер Друт је базиран на стварној Ирском Селтику по имену Финдан који је заробљен од стране Нордика у осмом веку, који је такође избегао поставши монах и такође је базиран на Селтичкој причи ”лудог грешника који је побегао из битке у изгнанство како би се придружио зверима у природи, којем је израсло перје по телу”. Позадинска прича карактера била је слична Финдановој, који је носио огртач од перја, који је именован још једном речју којом су Селтици описивали менталне поремећаје, „друт”, што је у преводу значило „будала” или ”онај који изговара речи богова”.

### Укључење психозе
Антониадес и његов тим су иницијално конципирали Паклено Сечиво: Сенуина Жртва као ”неодољиву, усмерену према одраслима, фантазијски оријентисану игру”. Игра је одувек требала да се револвира унутар Сенуиног ума, уз то да њено психичко обољење не буде централни део приче. Имајући ово у виду, тим је увидео прилику да подигне свест о психози. Узимајући у обзир интересовање тима на дату тему, Антониадес је изјавио ”Лако је увидети бол и патњу проузроковану физичким обољењима или психичким траумама, са друге стране, није лако увидети нечију менталну патњу, трауму или озбиљне облике менталних обољења. Како би било када би постојао начин да то увидимо? Видео игре имају способност да вас увуку у причу и да вам држе пажњу сатима, док играте као карактер који је другачији од вашег, док искушавате свет из њихове перспективе и док вас тај свет активно укључује у функције са другачијим правилима. [...] Постоји доста ствари које се дешавају у свету Пакленог Сечива које имају савршеног смисла са контекстом Сенуиног ума. [...] Како би завршили Сенуину потрагу, морали бисте да интернализујете и прихватите логику и значење иза ових ствари у настојању да напредујете.”

### Издање
Паклено Сечиво је издато за Microsoft Windows и PlayStation 4 дигиталним путем 8. августа 2017. Такође се појавила и верзија за Xbox One, уз појачану графичку подршку за Xbox One Х, која је издата 11. априла 2018. Јула 31. 2018. ажурирање игре донело је потпуну подршку за виртуелну реалност путем HTC Vive као и Oculus Rift опреме. Игра је најављена за Nintendo Switch 13. фебруара 2019.

## Одзив
Игра је примила "генерално повољне критике", према прегледу агрегатора, Метакритика. Избор игре да се револвира око психозе и да је сликовито прикаже на такав начин је похваљен као уникатан и занимљив избор, као и идеја да прилаз датој теми буде умешан са Нордијском митологијом уз то да је Сенуин пут мотивисан тугом и патњом. Џурџенсов перформанс, звук игре, уметнички смер, напета атмосфера, ниска цена, су такође били квалитети који су померили очекивања игара насталих од игара независних студија. 

### Награде
| Година | Награда                                           | Категорија                                              | Резултат   | Реф.          |
| ------ | ------------------------------------------------- | ------------------------------------------------------- | ---------- | ------------- |
| 2017   | Награде Независног удружења програмера игара 2017 | Најбољи Аудио Дизајн                                    | Номинација | [ 17 ]        |
| 2017   | Награде Независног удружења програмера игара 2017 | Најбољи Визуелни Дизајн                                 | Номинација | [ 17 ]        |
| 2017   | Награде Независног удружења програмера игара 2017 | Најбоља Акционо Авантуристичка Игра                     | Освојено   | [ 17 ]        |
| 2017   | Златни Џојстик 2017                               | Најбољи Аудио Квалитет                                  | Номинација | [ 18 ]        |
| 2017   | Златни Џојстик 2017                               | Најбољи Гејминг Перформанс (за Мелину Џурџенс)          | Номинација | [ 18 ]        |
| 2017   | Златни Џојстик 2017                               | Награда За Иновативни Продор (за Мелину Џурџенс)        | Номинација | [ 18 ]        |
| 2017   | Награде Најбољих Игара 2017                       | Најбоља Нарација                                        | Номинација | [ 19 ] [ 20 ] |
| 2017   | Награде Најбољих Игара 2017                       | Најбољи Аудио Дизајн                                    | Освојено   | [ 19 ] [ 20 ] |
| 2017   | Награде Најбољих Игара 2017                       | Најбољи Перформанс (за Мелину Џурџенс)                  | Освојено   | [ 19 ] [ 20 ] |
| 2017   | Награде Најбољих Игара 2017                       | Утицајне Игре                                           | Освојено   | [ 19 ] [ 20 ] |
| 2017   | Награде Најбољих Игара 2017                       | Најбоља Независна Игра                                  | Номинација | [ 19 ] [ 20 ] |
| 2018   | Удружење Писаца Велике Британије                  | Најбоље Писање у Видео Игри                             | Освојено   | [ 21 ]        |
| 2018   | 45. Ени Награда                                   | Извандредно Достигнуће за Анимацију Ликова у Видео Игри | Номинација | [ 22 ] [ 23 ] |
| 2018   | Д.И.Ц.Е Награда                                   | Извандредно Достигнуће за Анимацију                     | Номинација | [ 24 ]        |
| 2018   | Д.И.Ц.Е Награда                                   | Извандредно Достигнуће за Уметничко Усмерење            | Номинација | [ 24 ]        |
| 2018   | Д.И.Ц.Е Награда                                   | Извандредно Достигнуће за Карактер (за Сенуу)           | Освојено   | [ 24 ]        |
| 2018   | Д.И.Ц.Е Награда                                   | Извандредно Достигнуће за Причу                         | Номинација | [ 24 ]        |
| 2018   | Д.И.Ц.Е Награда                                   | Извандредно Техничко Достигнуће                         | Номинација | [ 24 ]        |
| 2018   | SXSW Гејминг Награде                              | Изврсност у СФИКС                                       | Номинација | [ 25 ] [ 26 ] |
| 2018   | SXSW Гејминг Награде                              | Изврсност у Технолошким Достигнућима                    | Номинација | [ 25 ] [ 26 ] |
| 2018   | SXSW Гејминг Награде                              | Изврсност у Визуелним Достигнућима                      | Номинација | [ 25 ] [ 26 ] |
| 2018   | SXSW Гејминг Награде                              | Најперспективнија Нова Интелектуална Особина            | Номинација | [ 25 ] [ 26 ] |
| 2018   | SXSW Гејминг Награде                              | Изврсност Нарације                                      | Номинација | [ 25 ] [ 26 ] |
| 2018   | SXSW Гејминг Награде                              | Награда за Културну Иновацију Метјуа Крампа             | Номинација | [ 25 ] [ 26 ] |
| 2018   | Награда Избора Програмера Игара                   | Најбољи Аудио Квалитет                                  | Номинација | [ 27 ] [ 28 ] |
| 2018   | Награда Избора Програмера Игара                   | Најбоља Нарација                                        | Номинација | [ 27 ] [ 28 ] |
| 2018   | Награда Избора Програмера Игара                   | Најбоља Технологија                                     | Номинација | [ 27 ] [ 28 ] |
| 2018   | Награда Игара 14. Британске Академије             | Најбоља Игра                                            | Номинација | [ 29 ] [ 30 ] |
| 2018   | Награда Игара 14. Британске Академије             | Британска Игра                                          | Освојено   | [ 29 ] [ 30 ] |
| 2018   | Награда Игара 14. Британске Академије             | Уметничко Достигнуће                                    | Освојено   | [ 29 ] [ 30 ] |
| 2018   | Награда Игара 14. Британске Академије             | Аудио Достигнуће                                        | Освојено   | [ 29 ] [ 30 ] |
| 2018   | Награда Игара 14. Британске Академије             | Игра Изван Забаве                                       | Освојено   | [ 29 ] [ 30 ] |
| 2018   | Награда Игара 14. Британске Академије             | Иновација Игре                                          | Номинација | [ 29 ] [ 30 ] |
| 2018   | Награда Игара 14. Британске Академије             | Музика                                                  | Номинација | [ 29 ] [ 30 ] |
| 2018   | Награда Игара 14. Британске Академије             | Нарација                                                | Номинација | [ 29 ] [ 30 ] |
| 2018   | Награда Игара 14. Британске Академије             | Извођач (за Мелину Џурџенс)                             | Освојено   | [ 29 ] [ 30 ] |
| 2018   | Ивор Новело Награде                               | Најбоља Оригинална Оцена Видео Игара                    | Номинација | [ 31 ]        |
| 2018   | Награде Развића                                   | Анимација                                               | Номинација | [ 32 ] [ 33 ] |
| 2018   | Награде Развића                                   | Визуелни Дизајн                                         | Номинација | [ 32 ] [ 33 ] |
| 2018   | Награде Развића                                   | Музички Дизајн                                          | Освојено   | [ 32 ] [ 33 ] |
| 2018   | Награде Развића                                   | Звучни Дизајн (Ninja Theory)                            | Номинација | [ 32 ] [ 33 ] |
| 2018   | Награде Развића                                   | Писање или Наративни Дизајн                             | Освојено   | [ 32 ] [ 33 ] |
| 2018   | Награде Независног удружења програмера игара 2018 | Награда за Креативност                                  | Освојено   | [ 34 ] [ 35 ] |
| 2018   | Награде Независног удружења програмера игара 2018 | Најбољи Аудио Дизајн                                    | Номинација | [ 34 ] [ 35 ] |
| 2018   | Награде Независног удружења програмера игара 2018 | Награда за Разноликост                                  | Номинација | [ 34 ] [ 35 ] |
| 2018   | Златни Џојстик 2018                               | Xbox Игра Године                                        | Номинација | [ 36 ] [ 37 ] |
| 2019   | 2019 Веби Награде                                 | Акциона Игра                                            | Номинација | [ 38 ] [ 39 ] |
| 2019   | 2019 Веби Награде                                 | Најбоља Уметничка Режија                                | Освојено   | [ 38 ] [ 39 ] |
| 2019   | 2019 Веби Награде                                 | Најбољи Музички / Звучни Дизајн                         | Номинација | [ 38 ] [ 39 ] |
| 2019   | 2019 Веби Награде                                 | Најбољи Визуелни Дизајн                                 | Номинација | [ 38 ] [ 39 ] |
| 2019   | 2019 Веби Награде                                 | Најбоље Писање (Глас Народа)                            | Освојено   | [ 38 ] [ 39 ] |
| 2019   | 2019 Веби Награде                                 | Техничко Достигнуће                                     | Номинација | [ 38 ] [ 39 ] |
| 2019   | Награде Независног удружења програмера игара 2019 | Награда за Креативност                                  | Номинација | [ 40 ]        |

## Наставак
Сенуина Сага: Паклено Сечиво II је најављено током Награде Игара 2019, уз планове да се издање игре просеже од Microsoft Windows и Xbox Series X/S. Звучна трака игре ће бити компонована од стране Хеилунга и место радње ће бити на Исланду, такође је откривено да ће игру покретати нови енџин, Unreal Engine 5.